# Vier-Bordes
Vier-Bordes település Franciaországban, Hautes-Pyrénées megyében. Lakosainak száma 94 fő (2022. január 1.). Vier-Bordes Saint-Pastous, Artalens-Souin, Ayros-Arbouix, Beaucens és Gazost községekkel határos.

## Népesség
A település népessége az elmúlt években az alábbi módon változott:
| Lakosok száma | 102  | 103  | 107  | 102  | 100  | 98   | 97   | 95   | 94   |
|               | 2013 | 2015 | 2016 | 2017 | 2018 | 2019 | 2020 | 2021 | 2022 |